# St. Michael Church (Donggongon)

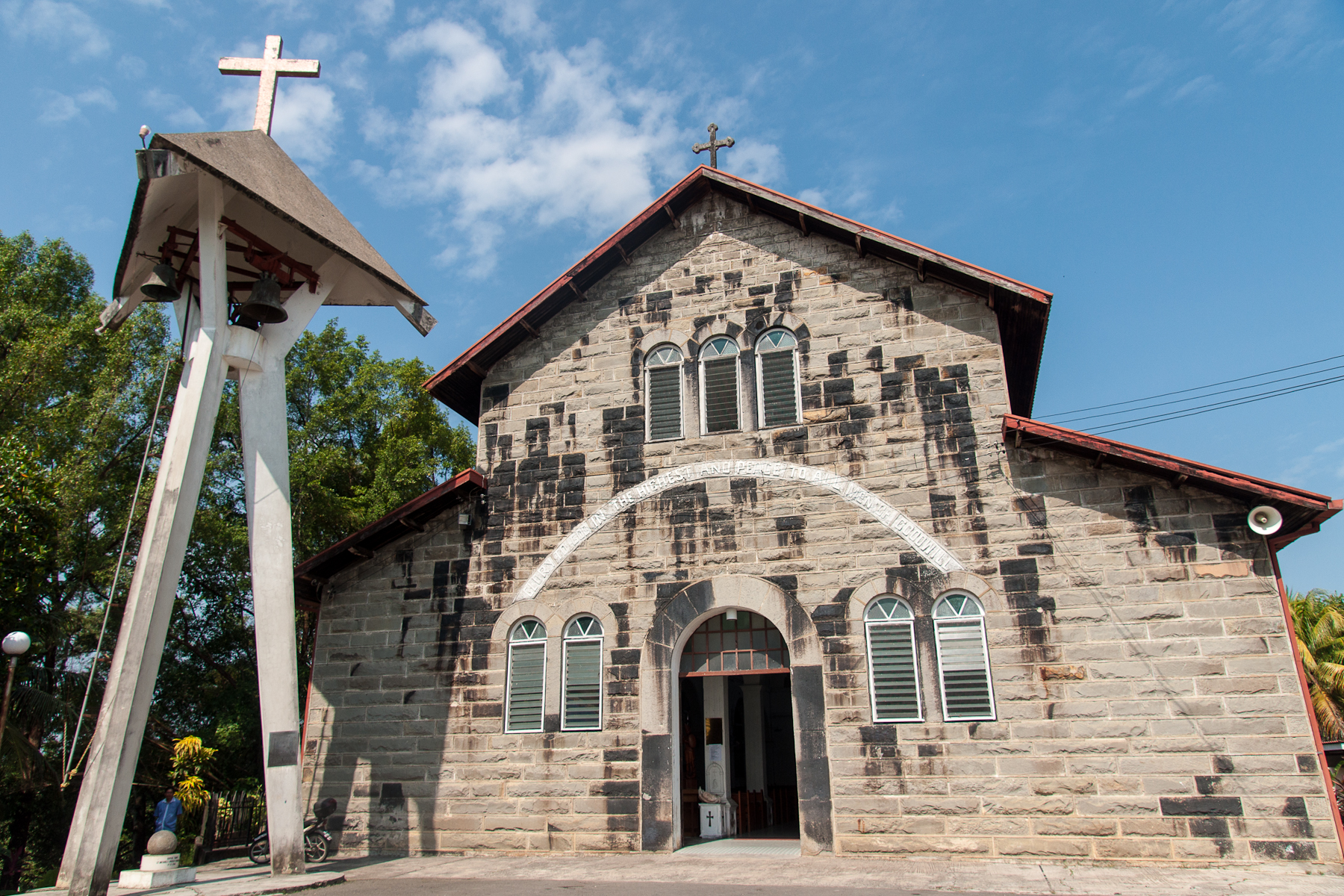
St. Michael mit Glockenturm

Die St. Michael Church (dtsch. Sankt-Michael-Kirche) ist eine katholische Kirche in Donggongon im malaysischen Bundesstaat Sabah. Sie ist die älteste Kirche im Distrikt Penampang und die zweitälteste Steinkirche Sabahs.

## Beschreibung
Die Kirche liegt auf einem steilen Hügel in Donggongon, einer Kleinstadt im Distrikt Penampang. Die Kirche ist in Steinbauweise errichtet. Zur Kirche gehören ferner ein Friedhof, ein Glockenturm, eine Mariengrotte, das Pfarrhaus und ein Pfarrsaal.

## Geschichte

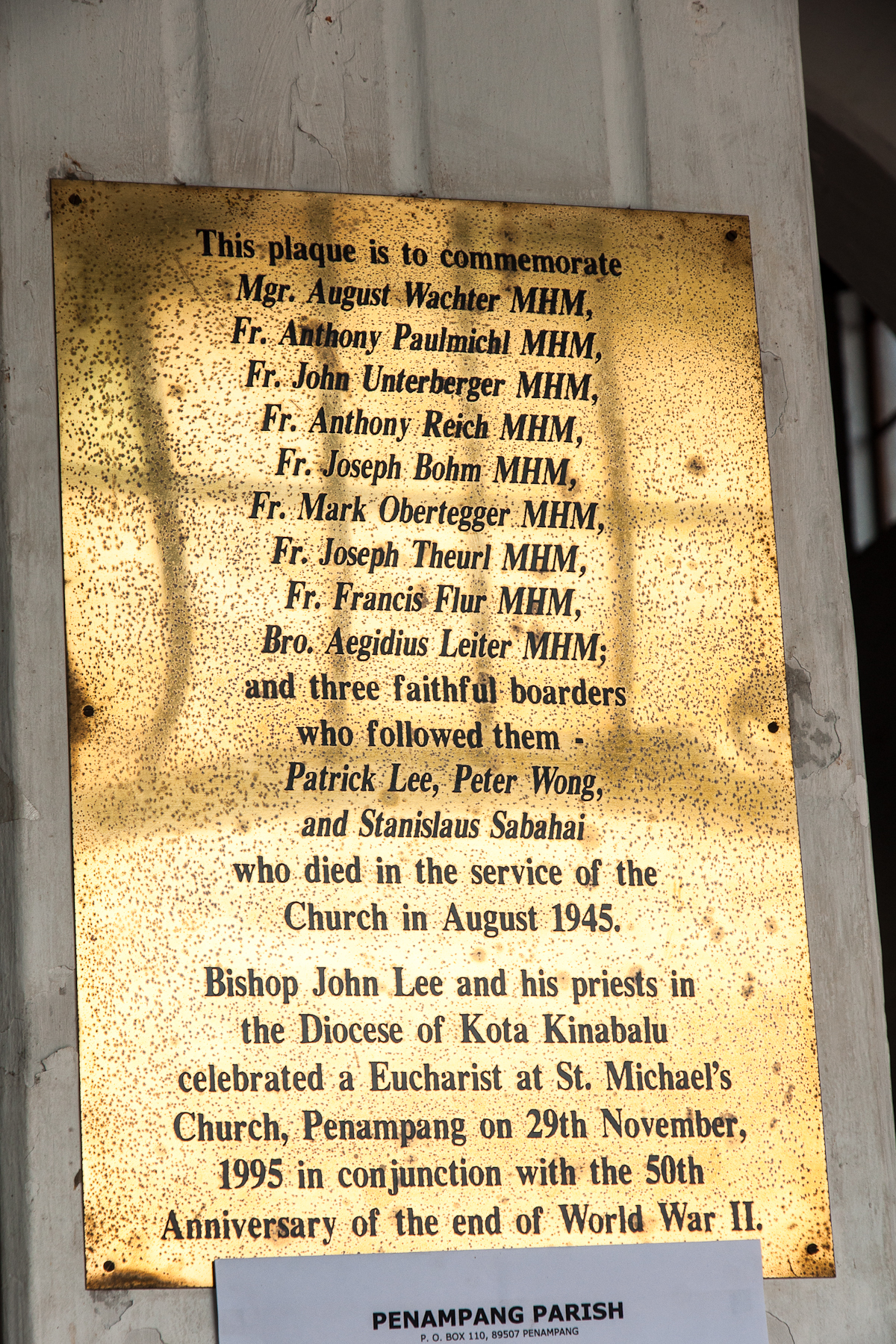
Gedenktafel

Die Missionierung Sabahs ist eng mit der Tätigkeit der Mill-Hill Missionare verbunden. Ihre Aktivitäten in Penampang begannen 1886 mit der Errichtung einer Missionsstation in Kampung Inobong durch Fr. Prenger. Einige Zeit später beschlossen die Missionare, eine Außenstelle der Missionsstation auf einem Hügel in Kampung Dabak bei Penampang zu errichten. Man versprach sich von der Lage des Hügels inmitten der Reisfelder und nahe am Sungai Moyog einerseits mehr Menschen zu erreichen, andererseits wurde der Hügel als günstiger Platz für den zukünftigen Bau einer Kirche erachtet. Mit der Versetzung Fr. Rientjes von Sandakan nach Penampang wurde die Außenstelle im Jahr 1889 eine eigenständige Missionsstation. Im gleichen Jahr wurde ein erstes Kirchengebäude in Penampang errichtet.
Bruder Rientjes ertrank am 15. Mai 1891 im Sungai Putatan. Sein Nachfolger, Fr. Duxneuner, intensivierte die Missionsarbeit in Penampang so stark, dass 1905 die ursprüngliche Missionsstation in Inobong zu einer Außenstelle von Penampang erklärt wurde. Duxneuner bekam 1906 Fr. August Wachter als Assistent zugeteilt, musste ihn aber 1910 nach Inobong abgeben, damit dieser dort die ehemalige Missionsstation neu aufbaute. Erst 1917 kam Wachter wieder nach Penampang zurück, um die Stelle des nach England zurückkehrenden Fr. Duxneuners zu übernehmen. Unter seiner Leitung expandierte die katholische Gemeinde so stark, dass das Kirchengebäude im Februar 1922 um 11 Meter verlängert werden musste.
Am 26. Juli 1927 wurde Wachter zum Apostolischen Präfekten von Nordborneo und Labuan ernannt. Zu seinem Hauptquartier bestimmte er Penampang, das damit zum Zentrum der gesamten Missionsaktivitäten in Nordborneo und Labuan wurde. Ab April 1929 trug sich Wachter mit dem Gedanken, das alte Kirchengebäude durch eine Steinkirche zu ersetzen. Die vorbereitenden Arbeiten begannen Anfang der 1930er Jahre. Als Baumeister wurde Bruder Aegidius Leiter benannt. Die beiden Kirchenglocken wurden im April 1935 an einen temporären Glockenturm verlegt.
Der Grundstein für die Kirche wurde am 29. September 1936, am Fest zu Ehren von St. Michael, gelegt. Die Arbeiten, ausgeführt von drei Ordensbrüdern und einigen Einheimischen, gingen nur langsam voran. Insbesondere das Schneiden der Steine und der Transport zur Baustelle erwiesen sich als langwierig. Als der Zweite Weltkrieg begann, waren lediglich die Außenmauern fertiggestellt, ein Umstand, der das Gebäude wahrscheinlich vor der Bombardierung bewahrte.
Am 18. Mai 1945 wurden Monsignore Wachter, Fr. Anthony Paul Michael, der Baumeister Fr. Aegidius Leiter, sechs Priester und drei Internatsschüler von den japanischen Besatzern nach Tenom verschleppt und wahrscheinlich im August 1945 dort umgebracht. Bis auf das Grab Paul Michaels wurden auch nach dem Ende des Kriegs keine weiteren Spuren von ihnen entdeckt.
Die Wiedereröffnung der Kirche nach dem Krieg fand 1947 unter Fr. Antonessen statt. Es gelang ihm auch, so viele Geldspenden zu sammeln, dass 1947 die Kirche durch Errichtung des Daches endgültig fertiggestellt werden konnte. Der Einweihungsgottesdienst fand am Ostersonntag 1947 statt.

## Schutzpatron
Die Wahl des Heiligen Michael als Schutzpatron und Namensgeber der Kirche geht auf die Inbesitznahme des Kirchenhügels durch die Missionare zurück. Da der Hügel bei der heidnischen Bevölkerung im Ruf stand, von Dämonen beherrscht zu werden, erbaten sich die Missionare im Rosenkranzgebet den Schutz des Erzengels Michael.

## Ausstattung

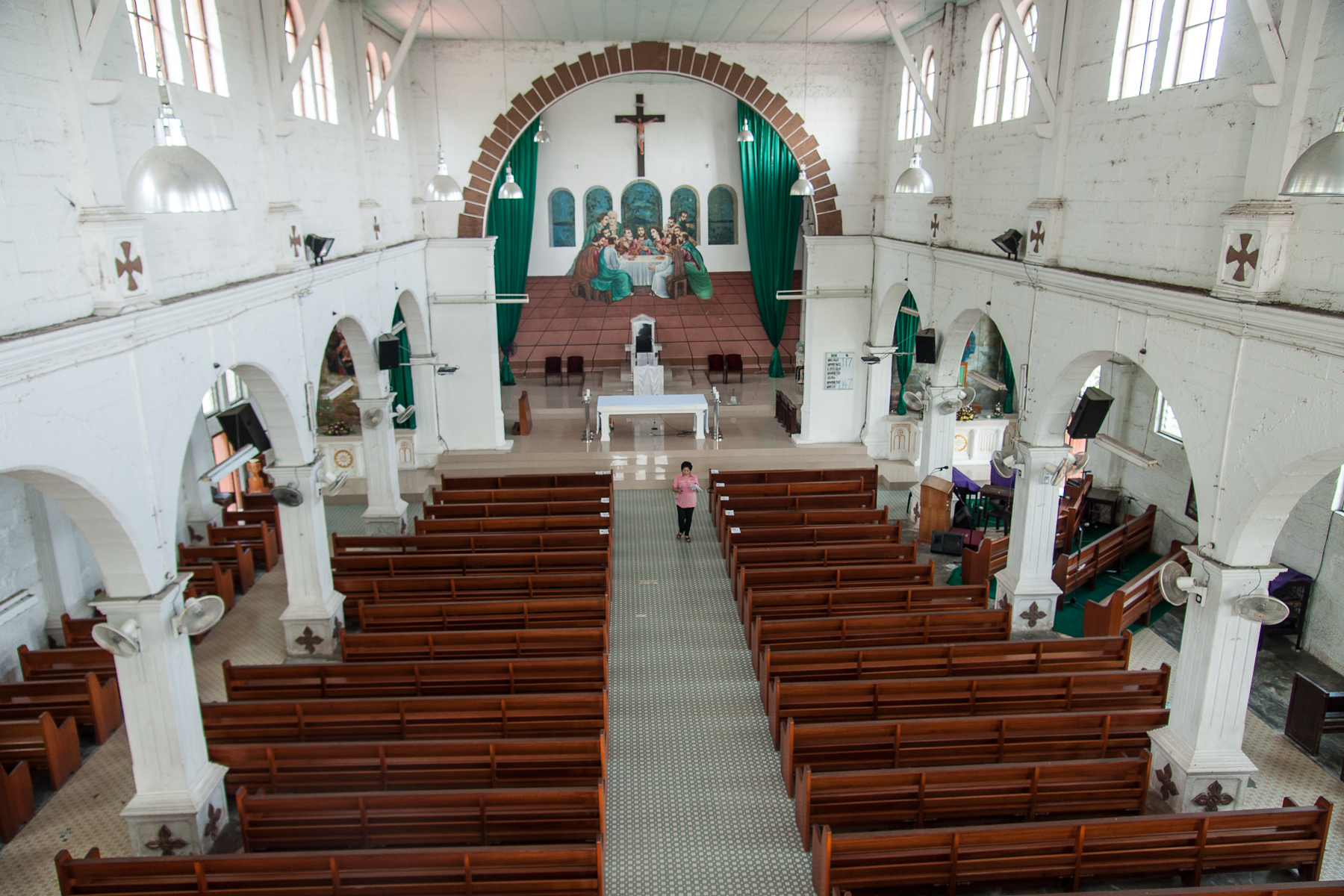
Innenraum der Kirche von der Empore aus

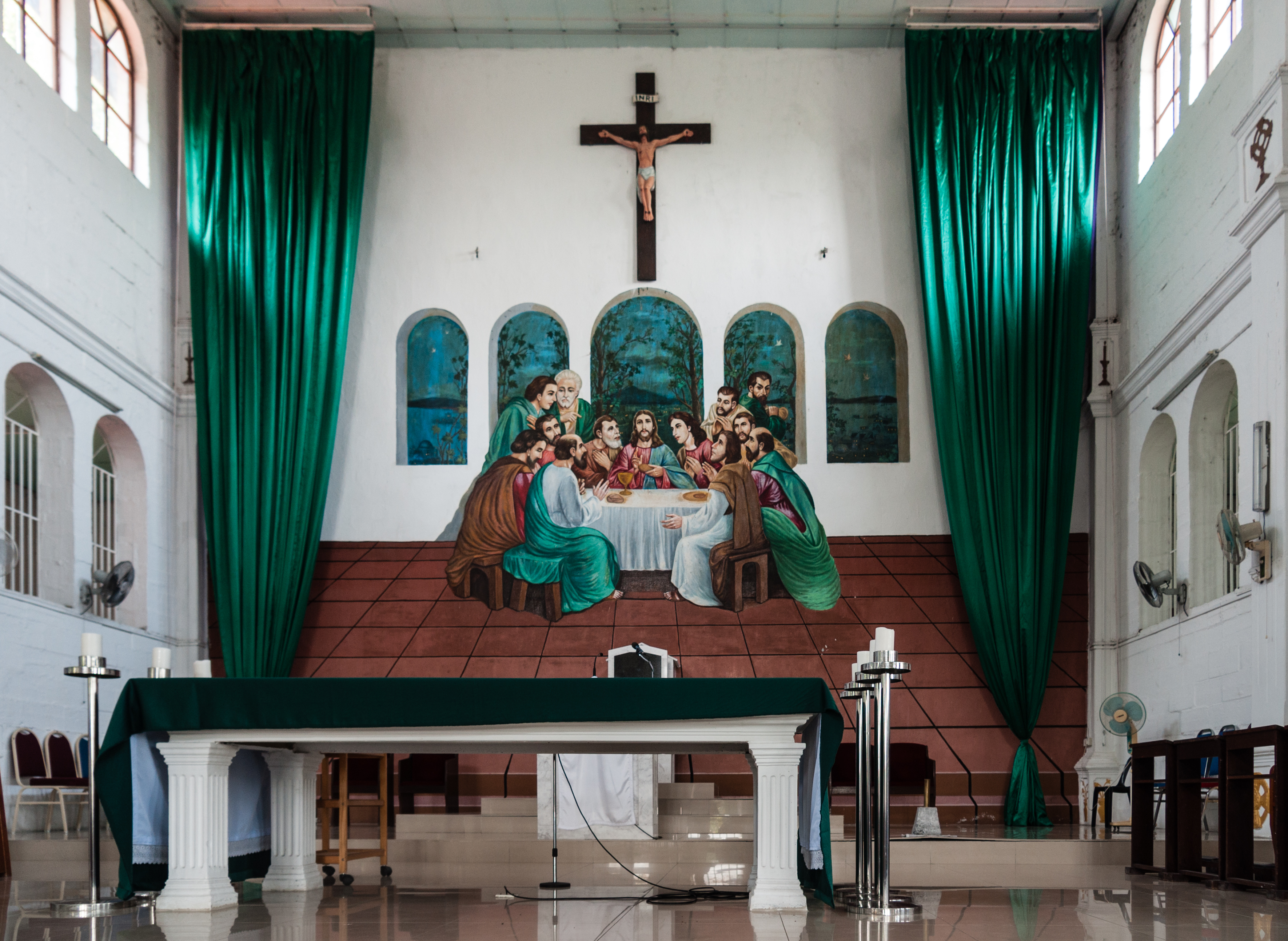
Letztes Abendmahl

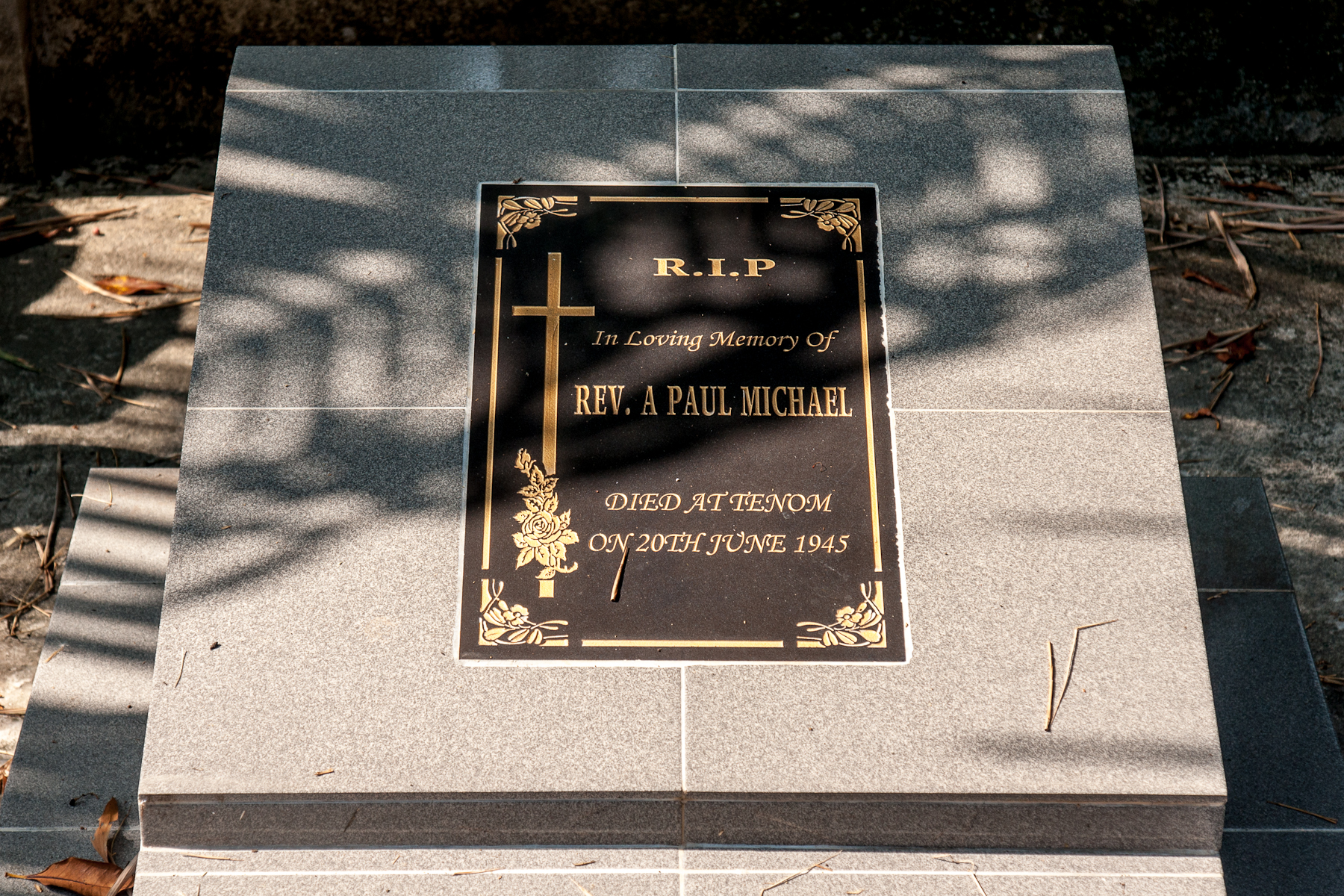
Grab von Rev. Anthony Paul Michael

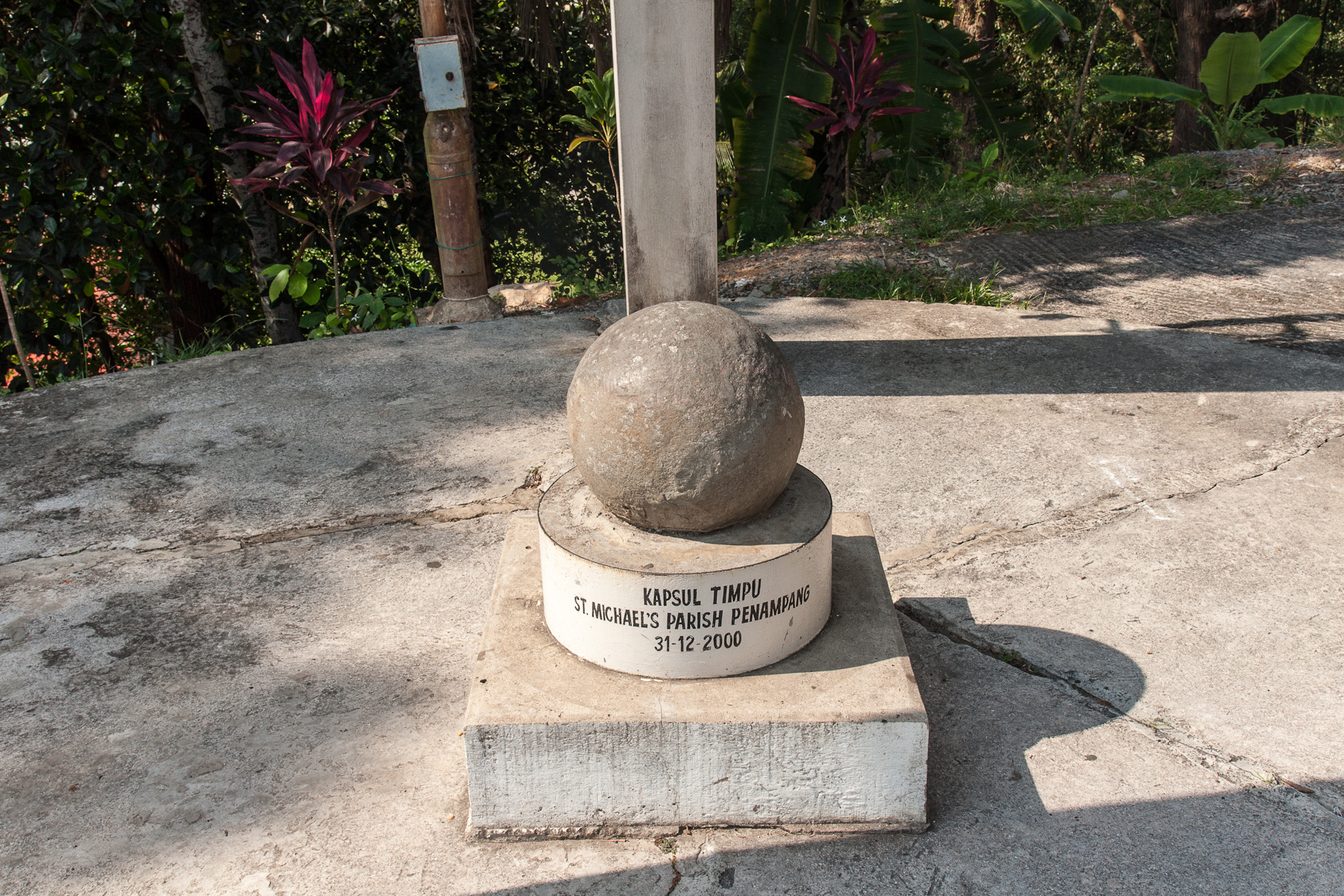
Zeitkapsel

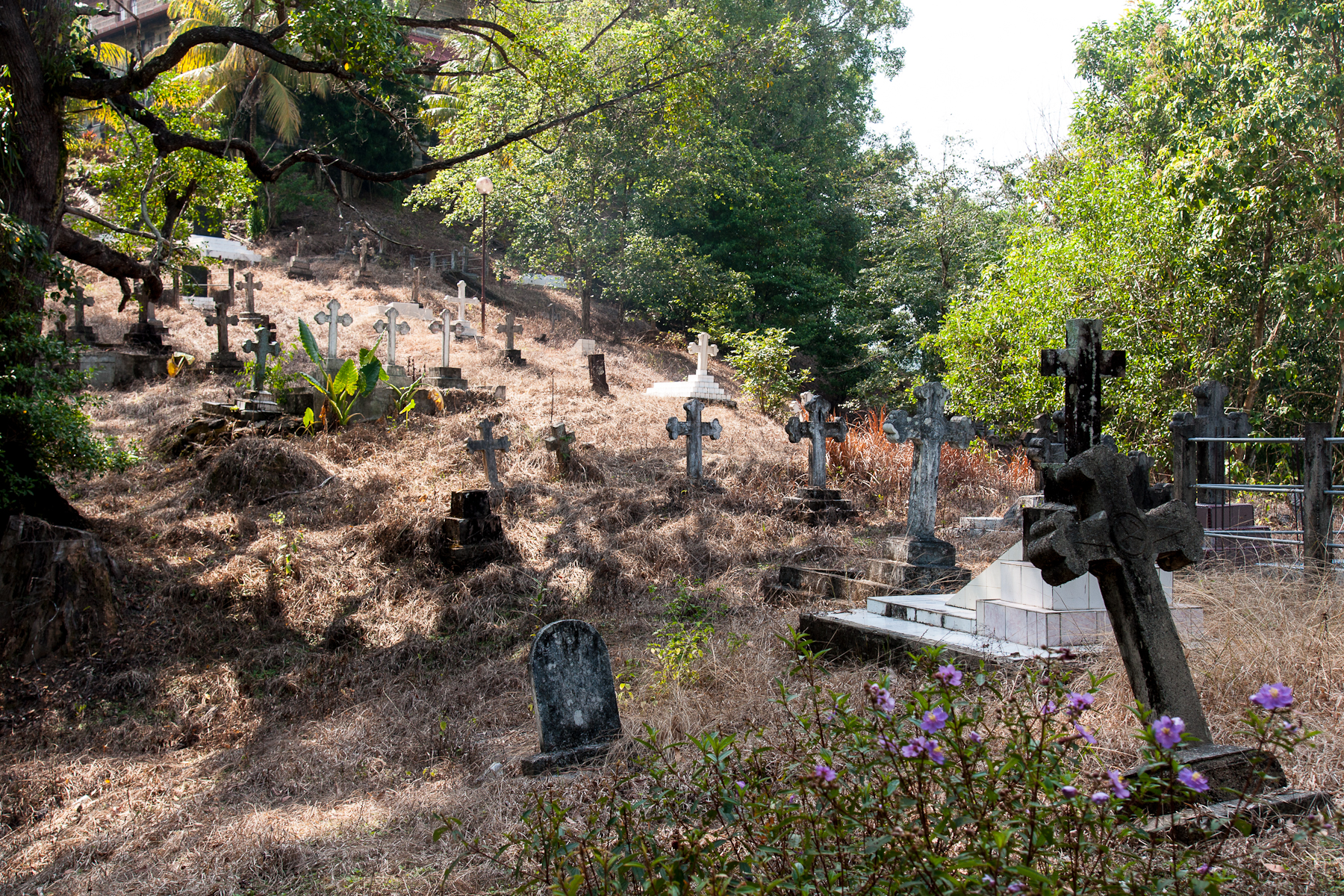
Friedhof

### Innenraum
Die Kirche besteht aus einem Mittelschiff und zwei Seitenschiffen; jeweils mit einer flachen Holzdecke. Die Eingangsseite, die Seitenschiffe und die Seiten des oberen Mittelschiffs sind mit Rundbogenfenstern versehen, die den Innenraum mit ausreichend Tageslicht versorgen. Über dem Eingangsbereich befindet sich eine Empore, deren Zugang über eine schmale Wendeltreppe erfolgt. Der Kirchenraum ist mit Holzbänken bestückt; etwa 20 Doppelreihen im Mittelschiff und 15 Dreierbänke im linken Seitenschiff. Im rechten Seitenschiff sind Plätze für Chor und Band freigehalten.
Der Altarraum schließt mit einer perspektivischen Ansicht des Abendmahl Jesu auf der flachen, nach Südwesten orientierten Wand ab.

### Glockenturm
Der Glockenturm wurde nach dem Krieg errichtet und dem Gedenken an Mgr. Wachter und seine verschleppten Begleiter gewidmet. Er besteht aus einer Betonkonstruktion in Form eines Dreibeins, das von einem Dach in Form eines Tetraeders gekrönt wird. Auf der Spitze des Dachs wurde ein Kreuz aufgerichtet. Die drei Glocken müssen von Hand geläutet werden. Am Fuß des Glockenturms befindet sich eine kugelförmige Zeitkapsel aus Beton, die am 31. Dezember 2000 gegossen wurde.

### Mariengrotte
Auf der Südseite des Kirchplatzes befindet sich eine Mariengrotte.

### Friedhof
Der Friedhof besteht aus zwei Teilen. Zum einen eine kleine, parkähnliche Anlage, die direkt an den linken Seitenflügel der Kirche anschließt. Lediglich zwei Gräber befinden sich hier, das Grab von Rev. Anthony Paul Michael, das die in Tenom geborgenen Gebeine des Priesters enthält und das Grab des bei der Double Six Tragedy verunglückten Peter Mojuntin.
Der zweite Teil des Friedhofs belegt den Hügel hinter der Kirche. Neben der herkömmlichen Bestattung in Särgen wurden hier auch der Tradition der Kadazandusun entsprechend, Tote in Tonkrügen beigesetzt.

## Sankt-Michael-Schule
Die katholischen Missionare in Penampang begannen 1888 mit dem Schulunterricht für die eingeborene Bevölkerung. Die Schule ist damit nach der gleichnamigen Schule in Sandakan die zweitälteste in Sabah. Das erste Schulgebäude wurde am Fuße des Hügels aus Bambusstämmen und Palmenholz gebaut und erhielt den Namen St. Michael’s School. 1924 ließ Rev. Fr. Verhoeven ein zweistöckiges Schulgebäude errichten, das gleichzeitig als Kirche, als Schule, als Internat und als Wohnstätte für die Priester diente. Dieses Gebäude diente bis 1966 als Schulgebäude. Der heutige „alte Block“ wurde 1958 durch Rev. Fr. Michael Henselmans errichtet.
In den 1980er Jahren wurde die Schule in St. Michael School umbenannt und in den 2000er Jahren erhielt sie den heutigen Namen SMK St. Michael Penampang.